# Lhota u Příbramě
Lhota u Příbramě (německy Deutsch Lhota, do roku 1947 Německá Lhota) je obec v okrese Příbram ve Středočeském kraji, asi 3 km severozápadně od Příbrami. Žije zde 512 obyvatel.

## Historie
První písemná zmínka o obci pochází z roku 1292.

## Obecní správa

### Části obce
- Lhota u Příbramě (k. ú. Lhota u Příbramě)

Sousedními obcemi sídla jsou Podlesí, Obecnice, Sádek, Trhové Dušníky, Příbram, Bratkovice a Drahlín.
Od 1. ledna 1980 do 23. listopadu 1990 byla obec součástí města Příbram.

### Územněsprávní začlenění
Dějiny územněsprávního začleňování zahrnují období od roku 1850 do současnosti. V chronologickém přehledu je uvedena územně administrativní příslušnost obce v roce, kdy ke změně došlo:
- 1850 země česká, kraj Praha, politický i soudní okres Příbram[6]
- 1855 země česká, kraj Praha, soudní okres Příbram
- 1868 země česká, politický i soudní okres Příbram
- 1939 země česká, Oberlandrat Tábor, politický i soudní okres Příbram[7]
- 1942 země česká, Oberlandrat Praha, politický i soudní okres Příbram[8]
- 1945 země česká, správní i soudní okres Příbram[9]
- 1949 Pražský kraj, okres Příbram[10]
- 1960 Středočeský kraj, okres Příbram
- 2003 Středočeský kraj, okres Příbram, obec s rozšířenou působností Příbram

## Společnost

### Rok 1932

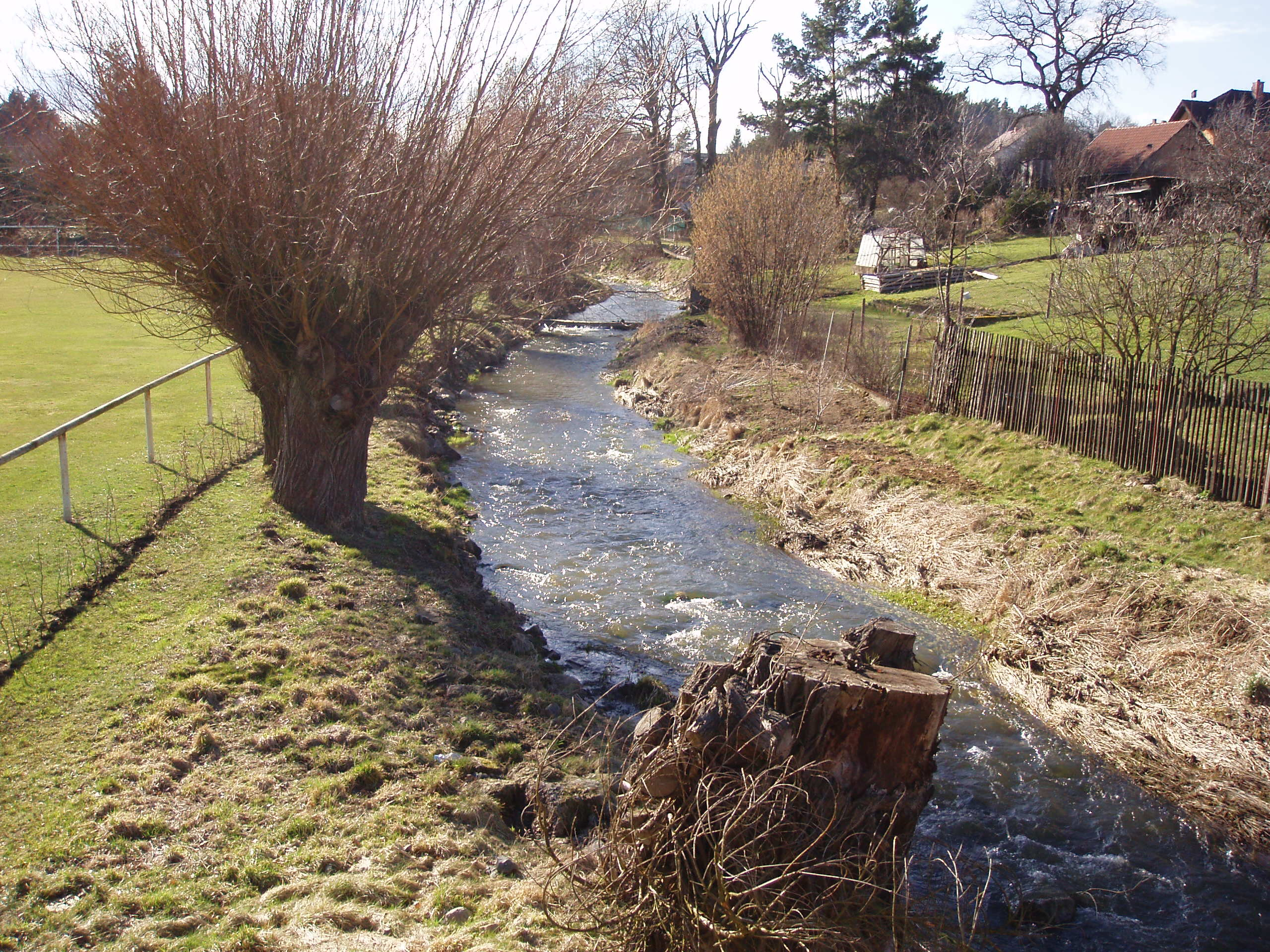
Obcí prochází Čepkovský potok, přítok řeky Litavky

V roce 1932 byly ve vsi Německá Lhota(640 obyvatel, poštovna, sbor dobrovolných hasičů) evidovány tyto živnosti a obchody: obchod s cukrovinkami, 3 hostince, kolář, 2 kováři, 2 krejčí, obuvník, pekař, obchod s lahvovým pivem, 2 řezníci, 6 obchodů se smíšeným zbožím, 3 trafiky, 2 trhovci, truhlář, zámečník.

## Doprava

### Dopravní síť
Do obce vedou silnice III. třídy. Železniční trať ani stanice či zastávka na území obce nejsou.

### Autobusová doprava 2024
Autobusovou dopravu v obci Lhota u Příbramě zajišťuje společnost Arriva Střední Čechy. Obec je součástí Pražské integrované dopravy (PID). V obci se nacházejí zastávky Lhota u Příbramě,MŠ, Lhota u Příbramě,Prodejna a Lhota u Příbramě,točna. Obcí prochází autobusová linka 504 a obec je také výchozí nebo konečnou pro linku 507 MHD Příbram. Linka 504 spojuje Příbram se Lhotou u Příbramě, Obecnicí, Drahlínem, Sádkem, Bratkovicemi a Hlubošem. Linka 507 MHD Příbram propojuje Jiráskovy sady, Sázky, Zdaboř,Žežickou, II.polikliniku, autobusové nádraží, Kovohutě a Lhotu. Před integrací příbramské MHD do systému PID linka nesla označení 4A.

## Turistika
Obcí prochází cyklotrasa č. 302 Milín - Příbram - Lhota u Příbramě - Jince - Hořovice.